# Live at the Roxy (album de Nicolette Larson)
Pour les articles homonymes, voir Live at the Roxy.
Albums de Nicolette Larson
In the Nick of Time
(1979) Radioland
(1981)
Live at the Roxy est un album promotionnel de Nicolette Larson, sorti en 1979.

## Liste des titres
| 1. | Clear Light        | Adam Mitchell                | 4:57 |
| 2. | Give a Little      | Bill Payne, Fran Payne       | 4:15 |
| 3. | Come Early Mornin' | Bob McDill                   | 3:06 |
| 4. | French Waltz       | Adam Mitchell                | 5:20 |
| 5. | Mexican Divorce    | Burt Bacharach, Bob Hilliard | 3:59 |
| 6. | Last in Love       | Glenn Frey, J.D. Souther     | 4:43 |

| 1. | You Send Me           | Sam Cooke              | 6:53 |
| 2. | Lotta Love            | Neil Young             | 4:15 |
| 3. | Rhumba Girl           | Jesse Winchester       | 5:43 |
| 4. | Baby, Don't You Do It | Holland-Dozier-Holland | 4:23 |